# Лусадзор
Лусадзо́р (арм. Լուսաձոր), ранее Каранлуг-дара или Хаварадзор (до 1935 года) — село в Тавушской области на северо-востоке Армении. Село расположено к северу от Иджевана на левом берегу реки Агстев рядом с сёлами Хаштарак, Лусаовит, Акнахпюр, Енокаван и Гетаовит. Главой сельской общины является Сурен Кочарян.

## Название
Село прежде носило название Хаварадзор и 3 января 1935 года было переименовано в Лусадзор.

## География
Село расположено в низовьях реки Мтнадзор, в 6 км к северу от райцентра — города Иджевана, на высоте 720 м над уровнем моря. Из Лусадзора видны Иджеван, а также горный хребет, на котором располагаются сёла Хаштарак и Лусаовит.

## Население
Население села — 697 человек по переписи 2008 года, из них около 150—200 детей.
Предки жителей деревни переселились сюда из Хачен-Джрабердской области Арцаха. Первыми поселенцами в 1831 году стали тринадцать семей общим числом в 68 человек (по другим данным, в 1831 году в селе проживало 105 человек). В 1853 году численность население уже составляла 155 человек (21 семья).
| Год         | 1831 | 1897 | 1926 | 1939 | 1959 | 1979 | 1987 | 1989 | 2001 | 2004 | 2008 |
| ----------- | ---- | ---- | ---- | ---- | ---- | ---- | ---- | ---- | ---- | ---- | ---- |
| Численность | 105  | 164  | 245  | 338  | 398  | 433  | 110  | 350  | 624  | 636  | 697  |

## Хозяйство и инфраструктура
Местное население занимается разведением скотины, свиноводством, птицеводством, садоводством, выращиванием табака.
В деревне есть мелкие лавки, но для серьёзных покупок людям приходится ехать в город. 
Очень популярен футбол, для игр используется собственный стадион села.
В селе имеются шахматный и компьютерный клубы.

## Памятники истории и культуры
К достопримечательностям относятся мемориал с «вечным огнём» в память о воинах, погибших во Второй мировой войне, и источник, построенный в честь Армяно-Итальянского союза.
В селе имеется два кладбища.
В западной части села находится церковь Святого Геворга (XIX век), а в 2 км юго-западнее — средневековое заброшенное поселение Хаварадзор (арм. Խավարաձոր).